# Osmoporus
Osmoporus is een geslacht van schimmels behorend tot de familie Gloeophyllaceae. De typesoort is Osmoporus odoratus. Deze soort is later overgeplaatst naar het geslacht Gloeophyllum als Gloeophyllum odoratum.

## Soorten
Volgens Index Fungorum telt het geslacht twee soorten (peildatum maart 2023):
| Soortnaam           | Auteur(s)                     | Publicatiejaar |
| ------------------- | ----------------------------- | -------------- |
| Osmoporus mexicanus | (Mont.) Y.C. Dai & S.H. He    | 2014           |
| Osmoporus quercinus | Bondartsev & Lj.N. Vassiljeva | 1963           |